# Тихонов Віктор Васильович
Віктор Васильович Тихонов (4 червня 1930, Москва, РРФСР, СРСР — 24 листопада 2014, Москва) — радянський хокеїст і хокейний тренер, заслужений тренер СРСР (1978), заслужений тренер РРФСР, заслужений тренер Латвійської РСР, заслужений працівник фізичної культури Російської Федерації (1993). Полковник у відставці.

## Діяльність
Вийшов з дворового футболу та хокею. Ріс у Москві.
1942 року, у віці 12 років, Віктор почав працювати слюсарем в автобусному парку. 1943 року відновив навчання в школі, після закінчення якої вступив до школи торгового учнівства. 1948 року покликаний до армії, де його прийняли в команду ВПС МВО.
У 1949—1953 виступав на позиції захисника за ХК ВПС МВО, у 1953—1963 — ХК «Динамо» (Москва), тричі ставав чемпіоном СРСР. 1950 року йому присвоєно звання майстра спорту. У чемпіонатах СРСР зіграв 296 матчів, забив 35 шайб.
Після закінчення активних виступів, Тихонов працював інструктором зі спорту Військово-повітряних сил Московського військового округу. З 1962 — на тренерській роботі: протягом 3-х років помічник тренера в московському «Динамо».
Самостійну тренерську роботу почав 1966 року в клубі «Динамо» (Рига). Разом з рижанами Тихонов здолав шлях від команди першої ліги до четвертого місця в чемпіонаті СРСР 1977 року (повтор найвищого досягнення команди 1948 року).
Після закінчення сезону 1976/77 Тихонова почали активно кликати на роботу до ЦСКА. Деякий час він відмовлявся, вважаючи, що не може зайняти місце Костянтина Локтєва, який виграв з командою чемпіонат. Тим не менше, після бесід з Юрієм Андроповим, Тихонов очолив армійський клуб. Трохи раніше Тихонов очолив збірну СРСР з хокею з шайбою.
За півтора десятиліття ЦСКА, очолюваний Тихоновим, 14 разів ставав чемпіоном країни, 14 разів здобував Кубок європейських чемпіонів, двічі вигравав Кубок СРСР. У цей час відомими на весь світ хокеїстами стали гравці ЦСКА В'ячеслав Фетисов, Олексій Касатонов, Володимир Крутов, Ігор Ларіонов, Сергій Макаров, Валерій Каменський, Сергій Федоров, Олександр Могильний, Павло Буре.
1977 року Віктор Тихонов очолив збірну СРСР, яка стала регулярно вигравати чемпіонати світу — у 1978, 1979, 1981, 1982,1983, 1986, 1989, 1990 роках, чемпіонати Європи — в 1978—1991 роках. За часів Тихонова збірна тричі перемагала на Олімпійських іграх — у 1984, 1988 і 1992 роках. Тихонов був головним тренером, коли на Олімпіаді 1980 року збірна СРСР несподівано програла у фіналі збірній США. Під його керівництвом 1981 року збірна виграла Кубок Канади.
1994 року збірна Росії, очолювана Тихоновим, вперше в історії радянського та російського хокею, залишилася без олімпійських нагород. Після цього Тихонов залишив посаду головного тренера збірної Росії, але продовжував залишатися тренером ЦСКА. Влітку 2003 року, після того, як у збірної Росії змінилося кілька тренерів, які безуспішно намагалися вивести її з кризи, 74-річний Віктор Тихонов знову отримав пропозицію очолити збірну. Проте після невдалого виступу на чемпіонаті світу 2004 року, Віктор Тихонов залишив цей пост.

## Сім'я
Батько — Тихонов Василь Прохорович (1906—1942) — працівник таємного військового заводу, ополченець у часи Німецько-радянської війни, загинув під Сталінградом 1942 року. Віктора та його рідного брата виховала мати — Анна Іванівна (1909—1984), яка працювала в ковальському цеху.
Одружений з 1953 року. Дружина — Тетяна Василівна (1933 р.н.), юрист за освітою.
Син Василь — також хокейний тренер, працював у Фінляндії, мешкає в Росії, до кінця сезону 2010—2011 працював старшим тренером в ХК «Авангард», Омська область.
Онук Віктор — хокеїст «Фінікс Койотс».
Внучка Тихонова — Тетяна Василівна (1984 р.н.).

## Досягнення
Як гравця:
- чемпіон СРСР 1951—1954 років (тричі в складі ВПС і один — «Динамо» Москва)
- другий призер 1959, 1960, 1962 і 1963 років
- третій призер 1955—1958 років
- володар Кубка СРСР 1952

Як тренера:
- Перемога збірної СРСР на Олімпійських іграх 1984, 1988, 1992 років
- Срібні медалі Олімпійських ігор 1980 (збірна СРСР)
- Перемога збірної СРСР на чемпіонаті світу 1978, 1979, 1981, 1982, 1983, 1986, 1989, 1990
- Перемога ЦСКА у Чемпіонаті СРСР 1977-89
- Кубок СРСР (ЦСКА, 1979 і 1988)
- 14-разовий володар Кубка європейських чемпіонів (ЦСКА)
- Володар Кубка Виклику 1979
- Володар Кубка Канади 1981

## Нагороди
- Орден «За заслуги перед Вітчизною» III ступеня (20 грудня 1996) — за заслуги перед державою і видатний внесок у розвиток вітчизняного хокею[4]
- Орден Пошани (3 червня 2000) — за великий внесок у розвиток вітчизняного хокею[5]
- Орден Дружби (червень 2010) — за великий внесок у розвиток вітчизняного спорту[6]
- Орден Леніна (1983)
- Орден Жовтневої Революції (1988)
- Орден Трудового Червоного Прапора (1978)
- Орден Дружби народів (1981)
- Медаль «За трудову відзнаку» (1999)
- одним з перших в Росії удостоєний медалі «За військову доблесть» I ступеня, заснованої міністром оборони Росії.
- кавалер Олімпійського ордена.

1998 року ввійшов до Залу слави ІІХФ.
Ім'я Віктора Тихонова занесено до музею Олімпійської слави (в Лозанні).